# Leopold Karl von Kollonitsch
Leopold Karl von Kollonitsch (ur. 24 albo 26 października 1631 w Komáromiu, zm. 19 albo 20 stycznia 1707 w Wiedniu) – węgierski kardynał.

## Życiorys
Urodził się 24 albo 25 października 1631 roku w Komáromiu, jako syn Ernsta von Kollonitscha. Był członkiem zakonu maltańskiego, a także uczestniczył w oblężeniu Iraklionu. W 1668 roku przyjął święcenia kapłańskie. 30 kwietnia został wybrany biskupem Nitry, a 26 sierpnia przyjął sakrę. Dwa lata później został przeniesiony do diecezji Wiener Neustadt. Brał udział w odsieczy wiedeńskiej, a w 1692 roku został ministrem stanu Królestwa Węgier. 2 września 1686 roku został kreowany kardynałem prezbiterem i otrzymał kościół tytularny San Girolamo dei Croati. W tym samym roku został biskupem Győr, a cztery lata później – arcybiskupem Kalocsi. W 1695 roku został przeniesiony do archidiecezji Ostrzyhomia. Zmarł 19 albo 20 stycznia 1707 roku w Wiedniu.